# کالیونی
کالیونی (به لاتین: Calivigny) یک منطقهٔ مسکونی در گرنادا است که در Saint George Parish, Grenada واقع شده‌است. کالیونی ۶۴ متر بالاتر از سطح دریا واقع شده‌است.